# Mori Yusuke
Yusuke Mori (sinh ngày 24 tháng 7 năm 1980) là một cầu thủ bóng đá người Nhật Bản.

## Sự nghiệp câu lạc bộ
Yusuke Mori đã từng chơi cho Tokyo Verdy, Vegalta Sendai, Kyoto Purple Sanga, Kawasaki Frontale, FC Gifu và SC Sagamihara.